# هیسترکتومی
هیسترکتومی یا زهدان‌برداری به عمل جراحی می‌گویند که در آن رحم را برمی‌دارند. این عمل رایج‌ترین عملی است که توسط پزشک زنان و به دو صورت کامل (تنه، فوندوس و گردن رحم) یا جزئی (گردن رحم را برنمی‌دارند) انجام می‌شود.
پس از برداشتن رحم، زن توانایی بچه دار شدن را از دست می‌دهد (همچنین برداشتن لوله‌های فالوپ و تخمدان). اگر این عمل قبل از شروع یائسگی انجام شود در صورتی‌که لوله‌های فالوپ و هر دو تخمدان نیز همراه با رحم خارج شوند فرد وارد دورهٔ یائسگی می‌شود. هیسترکتومی همچون دیگر عمل‌های جراحی خطرات حین عمل و تأثیرات پس از عمل طولانی در پی دارد. به همین دلیل جراحی وقتی پیشنهاد می‌شود که روش دیگری برای درمان باقی نباشد.
اوفورکتومی (برداشتن تخمدان‌ها) معمولاً همراه هیسترکتومی برای کاهش احتمال بروز سرطان تخمدان انجام می‌شود.
این عمل معمولاً با برش قسمت پایین ناحیه شکم (سوپراپوبیک) به میزان ۱۰ سانتی‌متر انجام می‌شود.

## نگارخانه

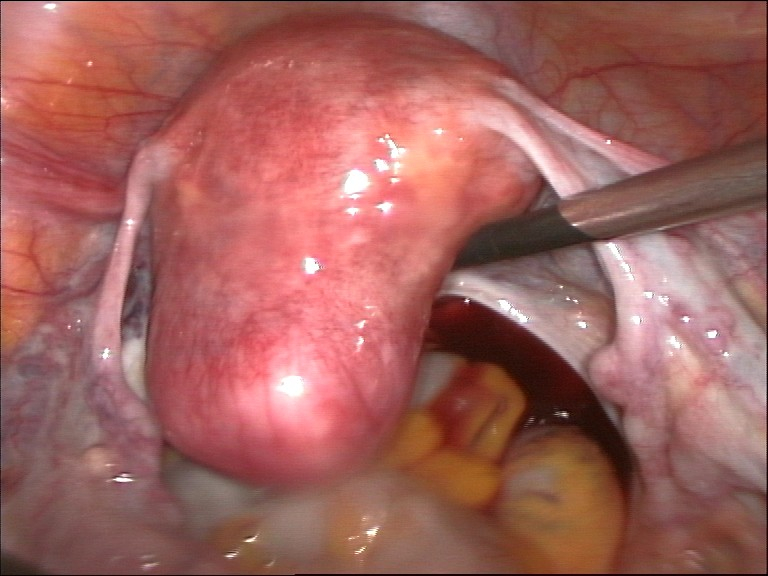
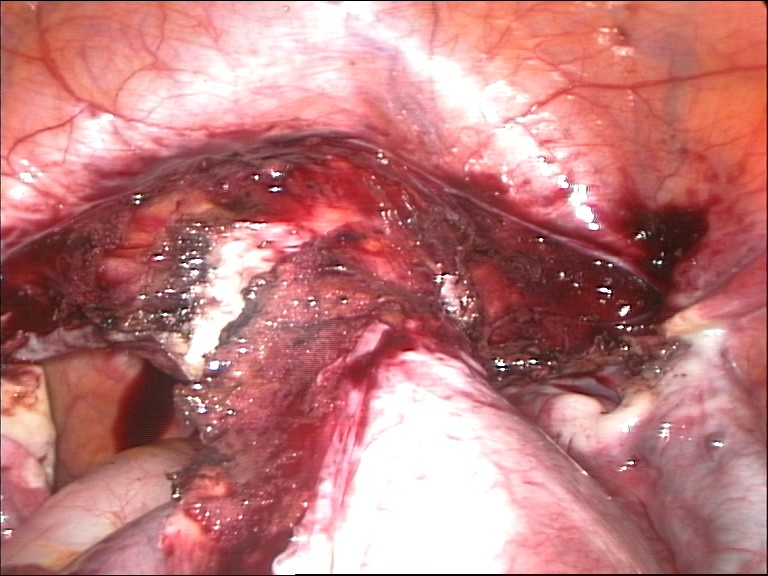
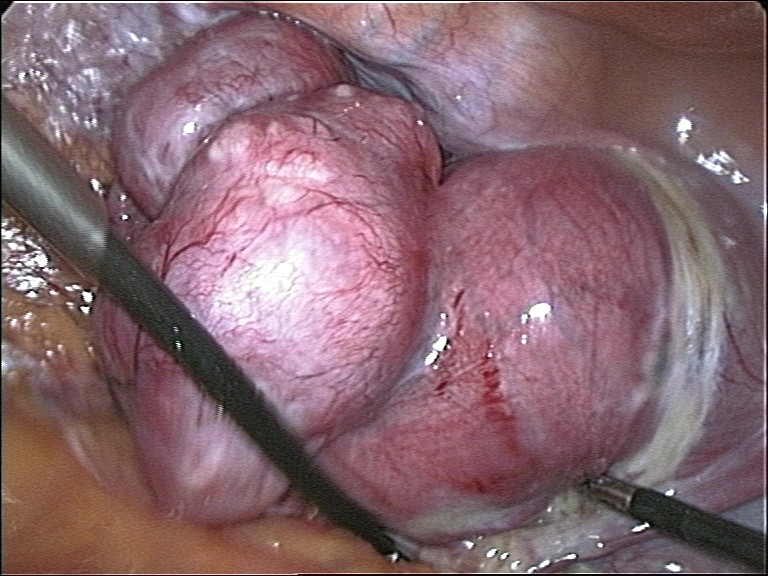
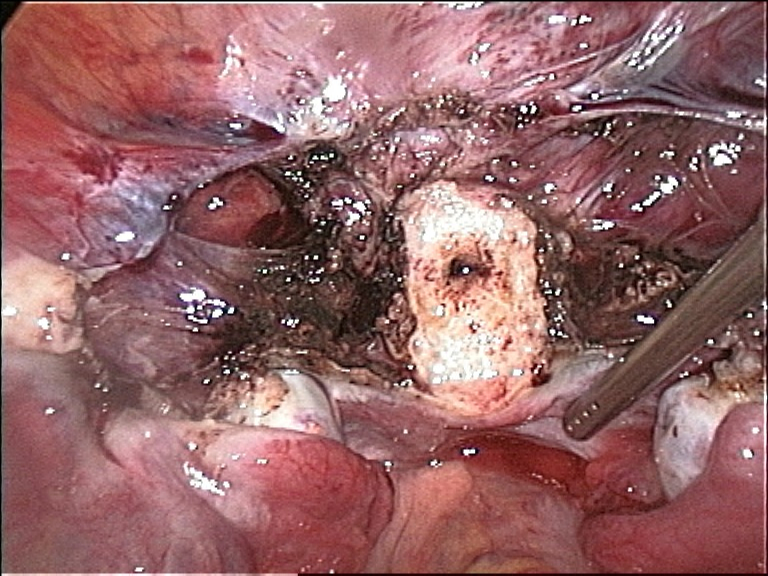
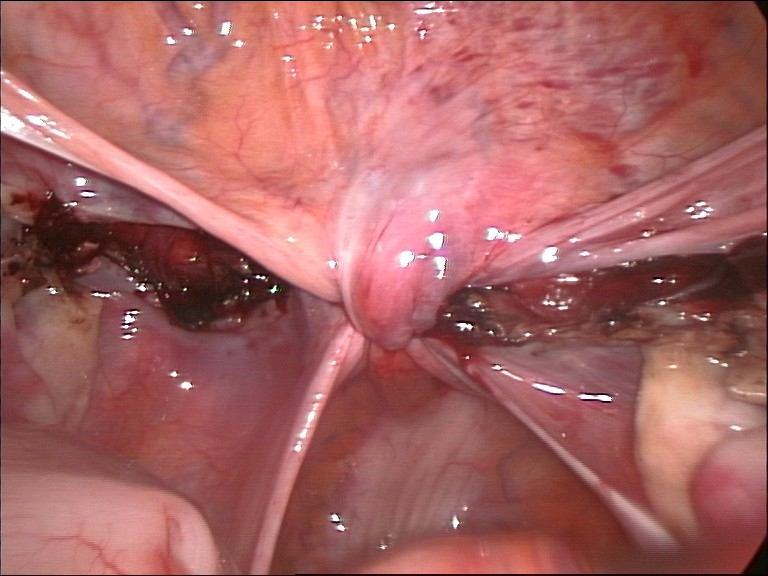